# 時間救助隊TIMER3
『時間救助隊TIMER3』（じかんきゅうじょたいタイマースリー）は、能田達規による日本の漫画作品。講談社『月刊少年シリウス』にて、2005年7月号（創刊号）から2006年11月号まで不定期連載された。全5話、全1巻。この世の悲劇を無くすため、時間を3分間だけ遡って活動できる「時間救助隊TIMER3」が、事故や自然災害で命を失ってしまう人を助けるストーリー。

## あらすじ
この世の悲劇を無くすため、時空を超えてやってきた鉄っちゃん、のぞみ、デンチュー。彼らは3分間だけ時間を遡り、100倍の速度で動けるパワードスーツを使って人々の命を救ってゆく。その正体は誰も知らない。彼らは今日も今日とて人々を助けるために活躍する。

## 登場人物
田中 鉄雄（たなか てつお）
タイマー1号。小学校6年生。通称「鉄っちゃん（てっちゃん）」。タイマー3の活動で大変な思いをしていることに日々不満を持っており、嫌々ながらものぞみに誘われてタイマー3の活動を続けている。かなりの鉄道オタク。のぞみに淡い恋心を抱いており、のぞみのいる桜台中学校に進学しようと日々頑張っているが、成績は振るわない。祖父の源造とは仲が良く、慕っていた。
児玉 のぞみ（こだま のぞみ）
タイマー2号。桜台中学校に通う中学2年生。ボブカットの少女。タイマー3のリーダー的存在であり、「この国の平和は私たちタイマー3が守る」との強い使命感を持っている。その正体は、鉄雄の亡くなった祖父・田中源造の妹。源造の造った世界初のタイムマシンの実験で昭和24年の世界から10分後にタイムスリップするつもりが実験は失敗し、60年後の未来、つまり現代にやってきてしまう。源造に会いにいくも源造は妹を見てショック死してしまい、それゆえにタイマー3への強い使命感を持っていた。最終話では防衛軍の対テロ攻撃兵器の攻撃から鉄雄を守り、行方不明になる。
デンチュー
タイマー3号。時間操作ロボット。「チュー」が口癖。鉄雄達に源造の遺言を伝え、タイマー3の装備を与えた。事故発生の状況や場所などをナビゲートする。本人曰く、「救出可能な事故以外は出動しない」とのこと。つまり、タイマー3は助けられる可能性のあるもののみを選択して救助活動に当たっていることになる。デンチューの正体は機械の体に自らの脳を移植した源造。「デンチュー」は「田中」の音読みである。
桐島 君子（きりしま きみこ）
6年3組の副委員長。鉄雄に意地悪なことを言ったりするが、実は鉄雄に恋心を抱いており、のぞみと仲良くすることを快く思っていない。
田中 源造（たなか げんぞう）
鉄雄の祖父。タイマー3の装備の数々を作った科学者。故人と思われていたが脳をデンチューのボディに移植し、陰ながらタイマー3をサポートしていた。
ミンミン少佐（ミンミンしょうさ）
日本国防衛軍国家組織犯罪等テロ対策推進本部の対テロ対策室次長。幼い頃に両親をテロで失っており、テロリストに激しい憎しみを燃やす。タイマー3をテロリストと誤解して様々な方法で攻撃していたが、後に真実を知り和解し、のぞみ不明後にタイマー3の一員となる。

## 用語
SSスーツ（スーパースピードスーツ）
着用した人間の動く速度や考える速さを100倍にしてくれるパワードスーツ。そのため、これを着た人間には外の世界がほぼ止まって見える。重力加速度（G）も背中のGブースターで人工的に10倍にできる。
T3豆タンク（タイマースリーまめタンク）
線路上でSS（スーパースピード）タイム速度100キロ（時速1万km）以上を出す事で3分過去に戻れるタイムマシン。原理としては日本の鉄道網2万7733km超の導電鉄線を利用して量子化した自らを移動、日本中を往復運動することによりドップラーローレンツ効果で自らを光速化、約3分の時間を遡ることができるという。タイムスリップ後は日本の線路上のどこにでも出現できる。